# Synorthocladius lobiger
Synorthocladius lobiger är en tvåvingeart som först beskrevs av Freeman 1953.  Synorthocladius lobiger ingår i släktet Synorthocladius och familjen fjädermyggor. Inga underarter finns listade i Catalogue of Life.